# NGC 6284
NGC 6284 ist ein Kugelsternhaufen im Sternbild Schlangenträger. 
Der Sternhaufen wurde am 22. Mai 1784 von William Herschel mithilfe eines 18,7-Zoll-Teleskops entdeckt und später von Johan Dreyer in seinen New General Catalogue aufgenommen.